# Воїн доріг
«Воїн доріг» (англ. Downstream) — постапокаліптичний американський фільм режисерів, як: Сімоне Бартесажі, Філіп Кім та Ніл Кінселла. Прем'єра фільму відбулася 24 лютого 2010 року (США). Місця зйомок: Blue Cloud Movie Ranch — 20000 Blue Cloud Road, Валенсія, Каліфорнія, США.
Майбутнє Америки, коли у Світі закінчиться нафта.

## Сюжет
Дія фільму — недалеке майбутнє, коли в світі закінчуються запаси нафти і світ на межі катастрофи. Продовольства не вистачає, захворювання раком серед жінок різко зросла і їх чисельність зменшується. У цьому хаосі і варварському середовищі валютою є біопаливо, боєприпаси і люди. Герой фільму, Уес Келлер, намагається знайти безпечне укриття, про яке ходять легенди, але за це треба заплатити велику ціну.
Його батьки були вбиті покидьками, коли він був ще малий, але його тато-винахідник створив авто, що працює на будь-якому паливі, так малий і вижив у цьому новому жорстокому світі. Він виріс і тримався одинаком, поруч нього завжди був його пес. Він вірив, що інформація про Плутопію, — місто синтезу, — не легенда і щораз знаходив нові підтвердження. Але навколо занадто багато небезпеки, особливо від людей, які роблятьу се, щоб вижити, навіть їдять собі подібних, вбивають, гвавтують, роблять інших рабами, особливо жінок, яких лишилося не так багато.
І ось, Уес рятує дівчину і вони продовжують подорож разом, від цього стає лише складніше, бо за нею женуться інші чоловіки. Коли вони рятуються, то натикаються на М'ясника, який обдурює їх, але вони його вбивають і тікають. Але паливо скінчюється, і Уес вбиває собаку, щоб закинути його у біобак…Згодом, помирає і Сара, і він також робить з неї паливо. І врешті-решт досягяє «Синтопії», — автономного міста, де він бачить блискучі хмарочоси, але його вбиває робот-охоронець…

## Актори
- Джонатон Трент — Уес Келлер,
- Елізабет Робертс — Сара,
- Джонно Робертс — Тобіас,
- Біллі Драго — Едвард
- Ленні фон Дохлін — Старший Даніель,
- Міккі Джонс — М'ясник,
- Фредерік Варфоломій — Лугоші,
- Мішель Ланг — Дженіс,
- Фіона Губельманн — Табіта,
- Грейс Ренн — Місіс Келлер,
- Брю Мюллер — Доктор Келлер,
- Боб Рімнок — Сенатор Грем,
- Метью Дж. Еванс — Молодий Уес,
- Бен Кроулі — Сем,
- Джозеф Віпп — Голодний Джо,
- Рассел Рейнолдс — Дикий Пес,
- Девід 'Акула' Фралік — Циклоп,
- Моніка Аллгейер — вмираюча матір,
- Пол Врум.